# Mosty Średzkie
Mosty Średzkie, to zespół czterech mostów, stanowiących przeprawę nad rzeką Bystrzyca we Wrocławiu, w rejonie osiedla Leśnica. Mosty zlokalizowane są w ciągu ulic: Ulica Kosmonautów – Ulica Średzka, stanowiących część drogi krajowej nr 94. Na Mosty Średzkie składają się dwa mosty stare wybudowane w 1948 roku w miejscu zburzonych podczas działań wojennych i dwa mosty nowe wybudowane w 1995 roku. Mosty wschodnie, stary i nowy, przerzucone są nad głównym korytem rzeki Bystrzyca. Mosty zachodnie, stary i nowy, przerzucone są nad ramieniem bocznym – młynówką odprowadzającą wodę z Młyna Leśnica. Obecnie, po regulacjach rzeki przeprowadzonych także w tym rejonie, dla potrzeb budowy Zbiornika Mietków, z dawnej młynówki pozostał końcowy odcinek zasilany wodami potoku Leśna. 
W skład tego zespołu mostów wchodzą następujące mosty:
- nowy most Średzki wschodni
- nowy most Średzki zachodni
- stary most Średzki wschodni (Weistritz Brücke[1])
- stary most Średzki zachodni (Mühlgrabenbrücke)[1].

Nowe mosty zostały wybudowane na południu, powyżej mostów starych.

## Historia
Obecne mosty, to konstrukcje wybudowane już w okresie powojennym. W miejscu tym istniały przeprawy mostowe znacznie wcześniej. Początkowo były to mosty drewniane, które w ciągu historii ulegały wielokrotnie zniszczeniom i były odbudowywane. Przed wojną istniały w tym miejscu mosty łukowe, betonowe, wybudowane w latach 1909–1912 podczas regulacji rzeki. Zniszczone podczas działań wojennych w 1945 roku, zostały odbudowane w 1948 roku. W 1952 roku przeprowadzono przez mosty wybudowaną linię tramwajową do Leśnicy. Znaczące zwiększenie natężenia ruchu wymusiło budowę nowych mostów, równolegle do starych, tak aby rozdzielić kolidujący na ze sobą na starych mostach ruch samochodowy i tramwajowy. Przed wybudowaniem w 1995 roku nowych mostów dla ruchu tramwajowego, podwójna linia tramwajowa redukowana była przed mostami starymi do pojedynczego toru, a ruch tramwajowy odbywał się w pasie drogowym. Obecnie nowe mosty zapewniają możliwość przeprawy na dwóch torach dla ruchu tramwajowego, a na starych mostach pozostawiono jezdnię dla ruchu kołowego. 

## Zestawienie
| most                        | przeszkoda | rok budowy współczesnego mostu | rok budowy wcześniejszego mostu | długość |
| Most Średzki wschodni nowy  | Bystrzyca  | 1995                           | ---                             | 59      |
| Most Średzki zachodni nowy  | młynówka   | 1995                           | ---                             | 22      |
| Most Średzki wschodni stary | Bystrzyca  | 1948                           | 1912                            | 51,8    |
| Most Średzki zachodni stary | młynówka   | 1948                           | 1912                            | 21,25   |

## Konstrukcja
Mosty stare, to mosty jednoprzęsłowe, żelbetowe. Nawierzchnia jezdni bitumiczna. Nowe mosty zostały wybudowane również jako jednoprzęsłowe o konstrukcji w postaci łuku z pełnościennym ustrojem nośnym, żelbetowym. Nawierzchnia jezdni, w której przebiegają dwa tory tramwajowe, również bitumiczna. 